# 요르기아
요르기아 또는 이오르기아(학명: Yorgia waggoneri 요르기아 와고네리[*])는 원반 모양을 하고 있는 에디아카라기의 생물로, 납작하고 체절화된 몸으로 구성되어 있으며 짧고 넓은 '머리'가 달리고, 다리가 없으며, 몸길이가 최대 25cm에 달한다. 멸종한 전절동물문 (Proarticulata)으로 분류되어 있다.

## 학명의 유래
속명은  백해의 짐니 베레그(러시아어: Зимний Берег, 겨울 해안)으로 흐르는 이예르가강(река йерга)의 영어식 표현(Yorga River)에서 왔으며, 이 곳에서 최초 표본이 발견되었다. 종소명 와고네리(waggoneri)는 첫 화석 표본을 발견한 고생물학자 벤 와고너(Ben Waggoner)에 대한 경의의 의미로 명명되었다.

## 특징과 형태

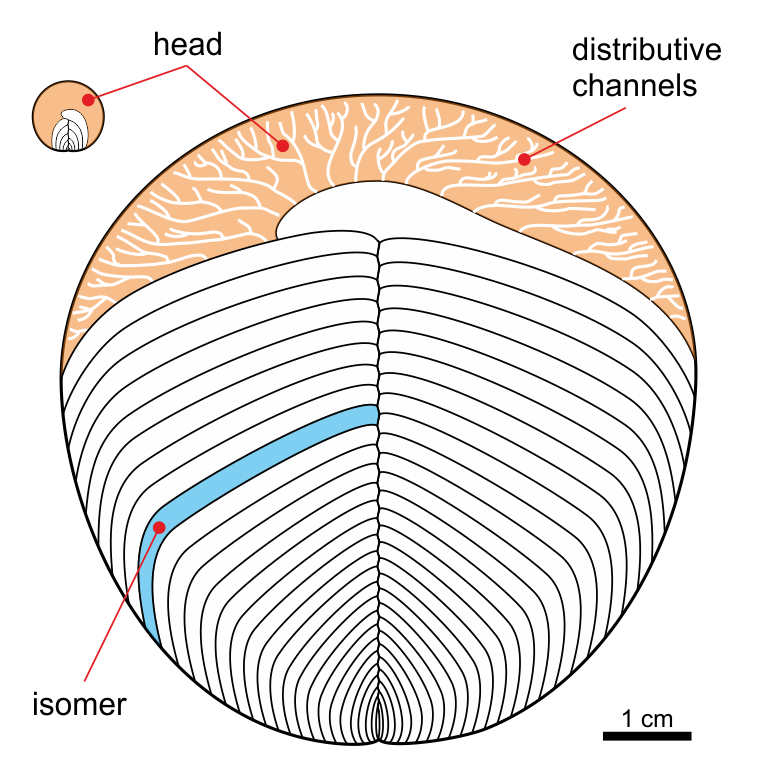
요르기아와 개체 발생을 담은 복원도

요르기아와 다른 전절동물의 체형은 독립성 동물 중에서는 단연코 특이하다. 이들 좌우대칭동물은 마디화된 형이상학적인 몸체를 가지고 있지만, 좌우의 횡적 요소(동위절)가 몸의 중심축을 기준으로 어긋나기식의 배열이 되어있다. 이들은 직접적인 거울대칭이 아니다. 이현상은 미끄럼반사대칭으로 설명할 수 있는데, 이는 유사한 동물인 스프리기나에서도 찾아볼 수 있은 특성이다. 일부 전절동물들(요르기아, 아르카에아스피누스 등)은 몸체의 좌우 부위의 비대칭성으로 설명할 수 있다. 요르기아의 첫 동위엽(머리 가까이에 있는 오른쪽면)은 유일하게 좌우를 나누는 중앙부를 가로질러 뻗어있다. 진정한 좌우대칭의 결여와 기타 고려 사항으로 인해 일부 과학자들은 이 생물이 진정후생동물(즉, 측생동물을 제외한 모든 동물)의 자매 분류군에 속할 것으로 추정한다.
윗부분의 피부는 체절화되지 않고 작은 혹들로 덮여 있는데, 이는 케팔로네가속, 로시니아속, 아르카에아스피누스속 및 일부 디킨소니아속 종들과 동일하다.

## 화석 기록
요르기아의 자국화석은 약 5억 5550만 년 전 벤디아기(에디아카라기)에 해당하는 러시아의 백해에 있는 암초에서 발견되었으며, 요르기아는 오스트레일리아의 플린더스 산맥, 러시아의 우랄산맥 중부에서 발견되었다.
 and
요르기아의 몸체양각판은 주로 과거에 모래밭이었던 사암층 바닥에 음각으로 새겨져 보존되었다. 다른 요르기아 화석들은 원본의 내부구조가 드러나 있는데, 대칭적인 두 줄에 난 혹, 중앙관, 갈비뼈 모양의 관, 중앙원의 구멍이 있는 반원 모양 구조물이 머리 끝을 향해 있는 것을 보여준다. 이 구조물은 생식기, 내장, 그리고 입의 인상화석으로 풀이된다.

### 인상화석

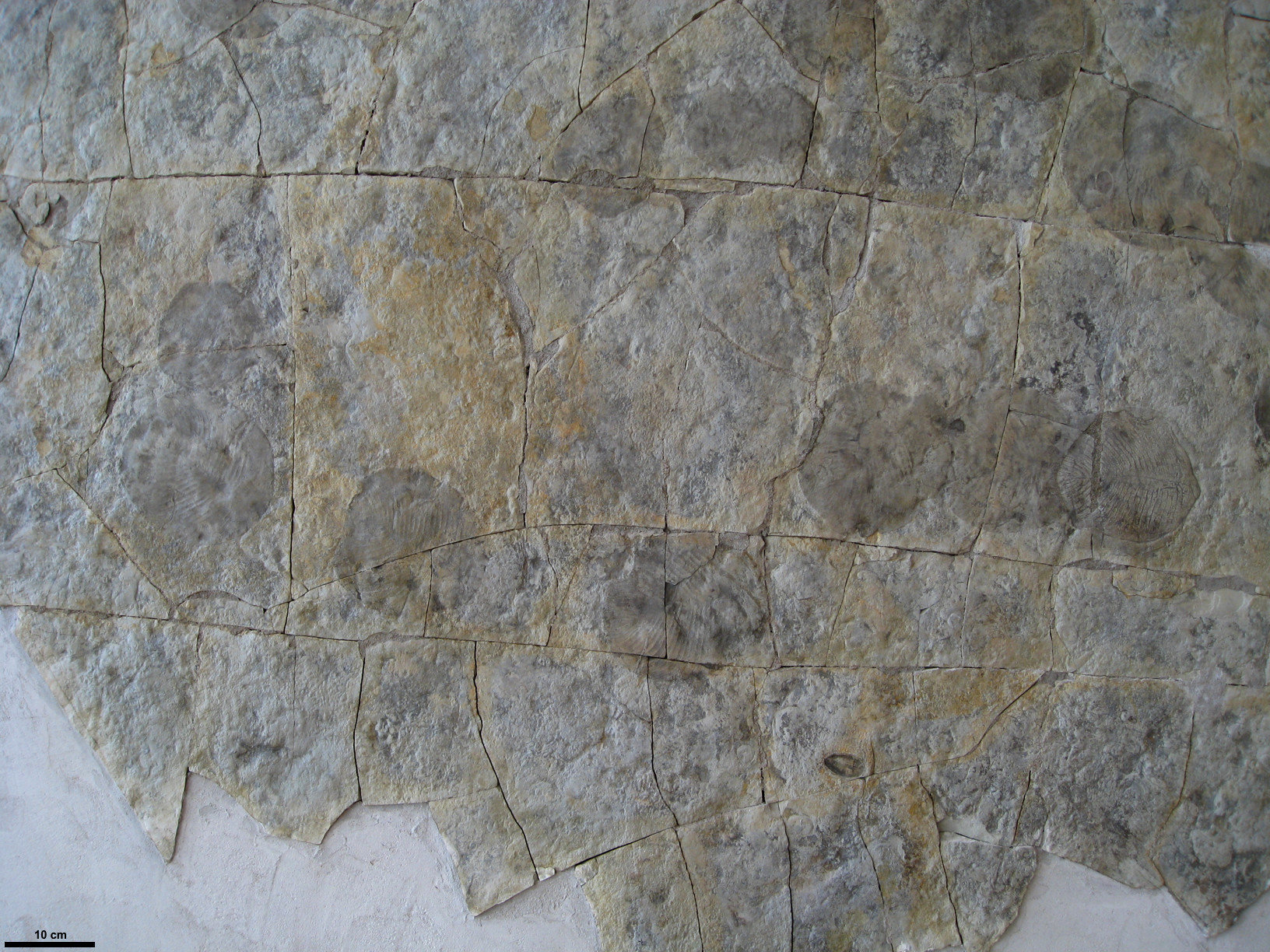
에피바이온 와고네리스(Epibaion waggoneris) 일련의 흔적판과 요르기아 와고네리의 자국 화석(오른쪽)

일부 화석들은 요르기아의 음각에 의해 끝나는 일련의 양각(에피바이온 와고네리스 인상화석종)으로 나타난다. 그런 양각화석들은 미생물막의 흔적으로 해석되는 '코끼리 피부' 같은 표면 질감으로 한정된다. 해저에서 막을 형성하는 미생물 매트리스의 표면을 요르기아가 섭취하면서 형성시킨 자국으로 추정하기도 한다. 세균성 바이오필름을 갉아먹은 것은 몸의 아래쪽으로 위치한 수많은 섬모가 작용한 것일 수 있는데, 이 기관이 먹이 입자들을 붙잡아 동위절 간극에 배치된 길쭉한 특수 주머니로 운반한다. 양각면에 있는 V자 모양의 흔적은 이러한 섬모 활동의 증거로 여겨진다. 이런 섭식습성은 에디아카라기 이후의 퇴적층에서는 발견되지 않는다.
요르기아에서 드러난 화석생성 세부요소는 다른 전절동물이 형성한시킨 일련의 양각판에 대해  해류에 의해 해저를 따라 휩쓸려가서 만들어진 흔적이 아닌, 섭식의 흔적으로 해석할 수 있다. 요르기아 외에도 두 개의 화석 분류군인 에피바이온과 필로조온이 유사한 섭식 자국을 형성했을 것으로 보인다. 또한 디킨소니아 코스타타와 디킨소니아 cf. 테누이스에 대해서도 소수의 양각몸체화석으로 남아있다.

## 같이 보기
- 에디아카라기
- 에디아카라 생물군